# Kamran Bağırov
Kamran Bağırov, także spotykana transkrypcja rosyjska Kiamran Bagirow (ur. 24 stycznia 1933 w Şuşy, zm. 25 października 2000 w Baku) – azerski polityk komunistyczny, I sekretarz Komunistycznej Partii Azerbejdżanu w latach 1982-1988.
Zawodowo pracował w przemyśle budowlanym. W 1961 wstąpił do Komunistycznej Partii Azerbejdżanu i siedem lat później wszedł do jej Komitetu Centralnego, w którym pozostawał do 1988. Pełnił w partii szereg odpowiedzialnych funkcji, był m.in. I sekretarzem komitetu miejskiego w Sumgaicie. W 1974 został wybrany na deputowanego do Rady Najwyższej ZSRR. Trzy lata po upływie kadencji, w 1982, został I sekretarzem Komunistycznej Partii Azerbejdżanu. Stanowisko to pełnił do 1988. W 1984 został ponadto po raz drugi wybrany do Rady Najwyższej ZSRR.
Przez Piotra Kwiatkiewicza charakteryzowany jako "przeciętny aparatczyk-biurokrata", bez większych ambicji i talentów do zarządzania, bez powodzenia usiłujący łączyć lojalne wykonywanie poleceń władz centralnych ZSRR i dbałość o interes Azerbejdżańskiej SRR. Jego popularność wśród Azerów była niewielka.
Zmarł w 2000 w Baku.